# CFAP73
CFAP73 (англ. Cilia and flagella associated protein 73) – білок, який кодується однойменним геном, розташованим у людей на короткому плечі 12-ї хромосоми. Довжина поліпептидного ланцюга білка становить 308 амінокислот, а молекулярна маса — 35 914.
| 10         |  | 20         |  | 30         |  | 40         |  | 50         |
| ---------- |  | ---------- |  | ---------- |  | ---------- |  | ---------- |
| MAVPWEEYFR |  | LALQEKLSTK |  | LPEQAEDHVP |  | PVLRLLEKRQ |  | ELVDADQALQ |
| AQKEVFRTKT |  | AALKQRWEQL |  | EQKERELKGS |  | FIRFDKFLQD |  | SEARRNRALR |
| RAAEERHQAG |  | RREVEALRLW |  | TQLQELRREH |  | ARLQRRLKRL |  | EPCARLLEQA |
| LELLPGFQEV |  | PELVARFDGL |  | AETQAALRLR |  | EREQLAELEA |  | ARARLQQLRD |
| AWPDEVLAQG |  | QRRAQLQERL |  | EAARERTLQW |  | ESKWIQIQNT |  | AAEKTLLLGR |
| SRMAVLNLFQ |  | LVCQHQGQPP |  | TLDIEDTEGQ |  | LEHVKLFMQD |  | LSAMLAGLGQ |
| AEPAAPAS   |  |            |  |            |  |            |  |            |

A: Аланін

C: Цистеїн

D: Аспарагінова кислота

E: Глутамінова кислота

F: Фенілаланін

G: Гліцин

H: Гістидин

I: Ізолейцин

K: Лізин

L: Лейцин

M: Метіонін

N: Аспарагін

P: Пролін

Q: Глутамін

R: Аргінін

S: Серин

T: Треонін

V: Валін

W: Триптофан

Локалізований у цитоплазмі, цитоскелеті, клітинних відростках, війках.